# プラトーの法則

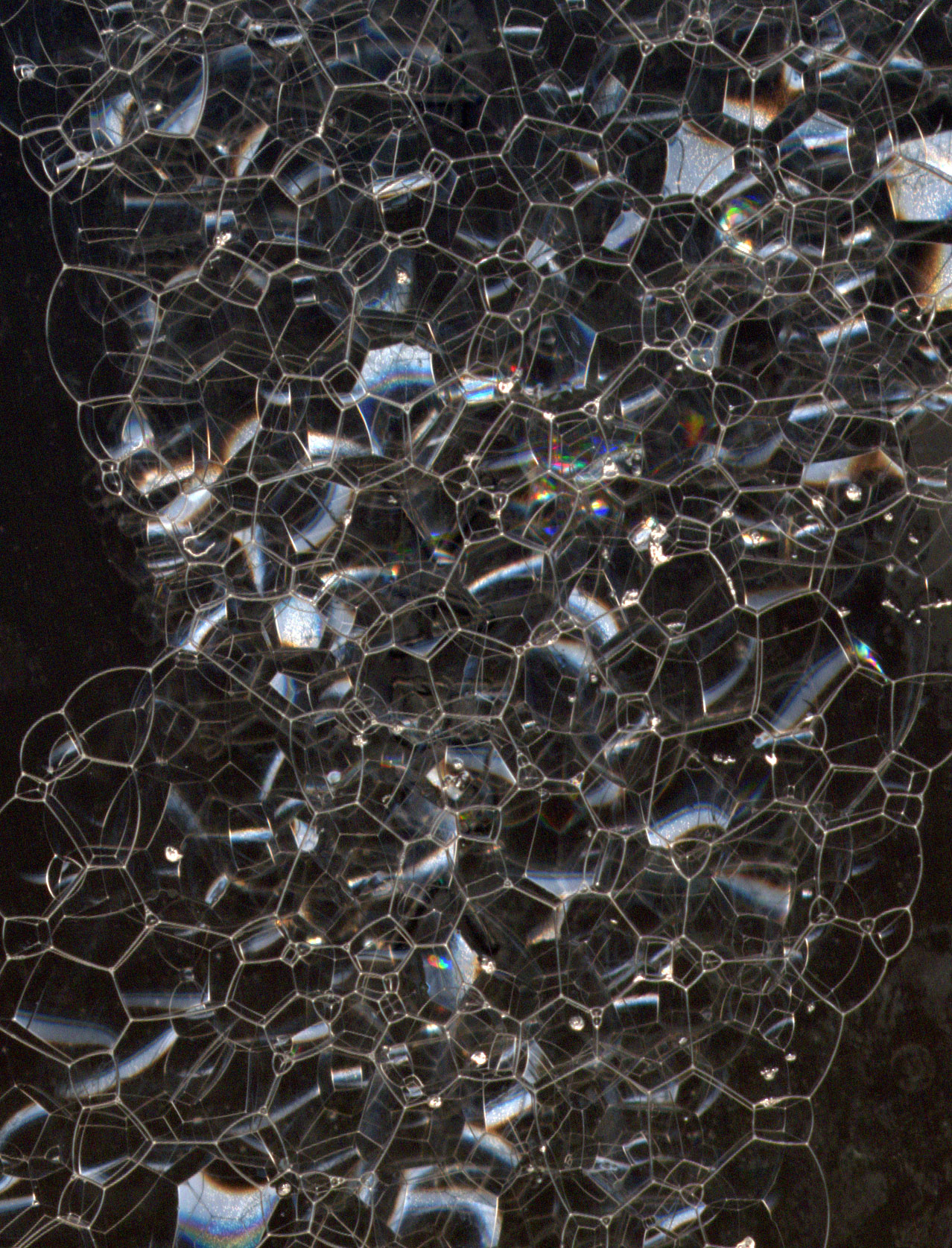
石けん膜の様子

プラトーの法則（英: Plateau's laws）とは石けん膜の構造を記述するものである。19世紀のベルギーの物理学者であるジョゼフ・プラトーの実験観察によって定式化された。多くの自然法則は泡に関するプラトーの法則の上に成り立っている。
石けん膜の形状と配置に関するプラトーの法則は以下のように説明される。
1. 石けん膜の表面は全体的に滑らかである。
2. 同一の石けん膜について、石けん膜の部分的な平均曲率（英語版）はどこも一定である。
3. 石けん膜は常に3つ接触しており、プラトー境界と呼ばれる稜線を形成しながらお互いに cos−1(−1/2) = 120° の角度を形成している。
4. プラトー境界が4つ集まって形成する頂点の4面体角度は cos−1(−1/3) ≈ 109.47° である。

これらのプラトーの法則以外の構造は不安定であり、泡はプラトーの法則を満たすようにすぐに再配置する傾向にある。
また、これらの法則は極小曲面についても成り立つことが Jean Taylor によって幾何学的測度論を用いて証明されている。